# كينيث فيلدز
كينيث فيلدز (بالإنجليزية: Kenneth Fields)‏ هو شاعر أمريكي، ولد في 1939.